# Stora Sirsjön, Närke
Stora Sirsjön är en sjö i Lekebergs kommun i Närke och ingår i Norrströms huvudavrinningsområde. Sjön är 13 meter djup, har en yta på 0,313 kvadratkilometer och befinner sig 172,6 meter över havet.

## Delavrinningsområde
Stora Sirsjön ingår i det delavrinningsområde (656300-143286) som SMHI kallar för Utloppet av Multen. Medelhöjden är 156 meter över havet och ytan är 31,31 kvadratkilometer. Det finns inga avrinningsområden uppströms utan avrinningsområdet är högsta punkten. Lillån som avvattnar avrinningsområdet har biflödesordning 2, vilket innebär att vattnet flödar genom totalt 2 vattendrag innan det når havet efter 262 kilometer. Avrinningsområdet består mestadels av skog (75 procent). Avrinningsområdet har 4,73 kvadratkilometer vattenytor vilket ger det en sjöprocent på 15,1 procent.